# マッツァッラ・サンタンドレーア
マッツァッラ・サンタンドレーア（イタリア語: Mazzarrà Sant'Andrea）は、イタリア共和国シチリア州メッシーナ県にある、人口約1,500人の基礎自治体（コムーネ）。

## 地理

### 位置・広がり
メッシーナ県のコムーネ。県都メッシーナから西南西へ38kmの距離にある。

#### 隣接コムーネ
隣接するコムーネは以下の通り。
- フルナリ
- ノヴァーラ・ディ・シチーリア
- ロディ・ミーリチ
- テルメ・ヴィリアトーレ
- トリーピ